# Apollonova skupina

Dráhy planetek apollo (zeleně) vzhledem k dráze Země (modře)
E - Země
H - Merkur
M - Mars
V - Venuše

Apollonova skupina (zkráceně také apolla) je skupina planetek, jejichž dráhy protínají oběžnou dráhu Země, a jejichž oběžná doba je delší než jeden rok. Je pojmenována po první známé planetce tohoto druhu, (1862) Apollo, objevené 24. dubna 1932 na hvězdárně v Heidelbergu K. Reinmuthem.

## Charakteristika
Apolla kříží zemskou dráhu a v perihelu se dostávají ke Slunci blíže než Země, velké poloosy jejich drah jsou větší než 1 AU, jejich dráhy tak leží z větší části vně dráhy naší Země a doba oběhu kolem Slunce je větší než 1 rok. Vzhledem k charakteru své dráhy patří některé z nich také do kategorií potenciálně nebezpečných planetek a blízkozemních objektů.
Do této skupiny patří ze zajímavých objektů planetka (25143) Itokawa, která byla v roce 2005 z bezprostřední blízkosti zkoumána japonskou sondou Hayabusa.
Největší z této skupiny je planetka (1866) Sisyphus s průměrem 8,48 km.

## Vývoj počtu známých planetek
| Rok   | 1940 | 1950 | 1960 | 1970 | 1980 | 1990 | 2000 | 2005 | 2010 | 2011 | 2012 | 2013 | 2014 | 2015 | 2016 | 2017 | 2018 | 2019   | 2020   | 2021   | 2022   | 2023   |
| ----- | ---- | ---- | ---- | ---- | ---- | ---- | ---- | ---- | ---- | ---- | ---- | ---- | ---- | ---- | ---- | ---- | ---- | ------ | ------ | ------ | ------ | ------ |
| Počet | 3    | 7    | 10   | 13   | 27   | 63   | 450  | 1640 | 3590 | 4105 | 4576 | 5124 | 5696 | 6455 | 7321 | 8353 | 9533 | 10 617 | 12 017 | 13 726 | 15 543 | 17 449 |

Údaje jsou k 1. 1. v daném roce.

## Čeljabinský meteorit
Dne 15. února 2013 dopoledne se jedna z menších planetek této skupiny střetla se Zemí nad ruským městem Čeljabinskem, kdy vytvořila velký bolid, který po svém výbuchu v zemské atmosféře, mimo jiné kvůli tlakové vlně ze supersonického třesku, způsobil poškození přibližně 3 000 budov a poranění více než 1 000 osob.